# فو باورونغ
فو باورونغ ((بالصينية: 付宝荣)) (من مواليد 3 يونيو 1978) هي لاعبة هوكي الحقل من الصين.
شاركت في دورة الألعاب الآسيوية 2006 في الدوحة، قطر.

## روابط خارجية
- فو باورونغ على موقع أوليمبيديا (الإنجليزية)
- فو باورونغ على موقع اللجنة الأولمبية الصينية (الإنجليزية)